# Port lotniczy Tillabery
Port lotniczy Tillabery – port lotniczy położony w Tillabery w Nigrze.